# ماورو سيتشيرو
ماورو سيتشيرو (بالإسبانية: Mauro Cichero) هو لاعب كرة قدم فنزويلي في مركز الهجوم، ولد في 1 أغسطس 1995 في كاراكاس في فنزويلا. لعب مع تشارلستون بيتري.

## وصلات خارجية
- ماورو سيتشيرو على موقع قاعدة بيانات كرة القدم.إي يو (الإنجليزية)
- ماورو سيتشيرو على موقع Soccerway.com (الإنجليزية)